# Проблем тролејбуса
Проблем тролејбуса - је мисаони експеримент у етици. У општој форми, проблем је:
Постоји тролејбус који нема контролу над својим функцијама и креће према пет људи који су завезани на шинама. Ти стојиш поред полуге која може да преусмјери тролејбус на другу траку. Ако повучеш полугу тролејбус ће промјенити траку и пет људи који се налазе на главној траци ће бити спашени.  Међутим на споредној траци лежи једна особа. Имате две опције:
1. Не урадити ништа и дозволити да тролејбус убије пет људи на главној траци.

2. Повући полугу и преусмјерити тролејбус на споредну траку и тако убити једног човека.

Који опција је етички исправнија?
 Модерни облик проблема први пут је представила Филипа Фут 1967. године,  али детаљније је анализиран од стране Јудит Томпсон,   Франсис Кам,  и Питера Унгера.  Међутим, ранија верзија, у којој је једна особа која се жртвује на стази била дијете оног ко одлучује да ли да повуче полугу или не, била је дио моралног упитника који је додијељен студентима на Универзитету у Висконсину 1905. године,   и њемачки правни научник је расправљао је о сличном проблему 1951.  Поред тога, сличан проблем који се односи на то да ли је етички скренути пројектил од веће масе према мањој, расправљао је Аврохом Јешаја Карелиц у свом коментару о Талмуду, написаном и објављеном 1953. 
Од 2001. године, проблем тролејбуса и његове варијанте су обимно коришћени у емпиријским истраживањима моралне психологије . Проблем тролејбуса је такође били тема популарних књига.  Проблем се често јавља у дискусији о етици дизајна аутономних возила . 

## Емпиријска истраживања
Године 2001. Јошуа Грин са колегама је објавио резултате првог значајнијег емпиријског истраживања о одговорима људи на проблеме са тролејбусом.  Користећи функционалну магнетну резонанцу, они су показали да "личне" дилеме (као што је гурање човека са моста) преференцијално укључују регије мозга који су повезани са емоцијама, док "безличне" дилеме (као што је преусмеравање тролејбуса преко полуге) укључују преференцијално ангажовање области које су повезане са контролисаним расуђивање. На основу тога, они се залажу за процес дуалног моралног одлучивања. Од тада су бројне друге студије користиле проблеме тролејбуса да проучавају морални суд, истражујући теме као што су улога и утицај стреса,  емоционално стање,  управљање утиском,  нивои анонимности,  различите врсте оштећење мозга,  физиолошко узбуђење,  различити неуротрансмитери,  и генетски фактори  на одговоре на дилеме колица.

## Истраживање података
Проблем тролејбула био је предмет многих истраживања у којима је приближно 90% испитаника одабрало убити једног и спасити пет.  Ако се ситуација промијени тако да је жртва за петорицу била неки члан породице или романтични партнер, испитаници су много мање спремни да жртвују њихов живот. 
Истраживање из 2009. године објављено у документу Давида Боургета и Давида Чалмерса из 2013. показује да би 69,9% професионалних филозофа замијенило (жртвовати једног појединца да спаси пет живота) у случају проблема тролејбуса. 8% се не би повукло полугу, а преосталих 24% је имало други поглед или нису жељели да одговоре. 

## Импликације за аутономна возила
Проблеми аналогни са проблемом тролејбуса настају у дизајну аутономних аутомобила, у ситуацијама када је софтвер аутомобила присиљен током сценарија могућег судара, да бира између више праваца дјеловања (понекад укључујући опције које укључују смрт путника возила), а све опције ће довести до повреда.      Платформа под називом Морална машина  је креирана од стране МИТ Медиа Лаб-а како би се омогућило јавности да изрази своје мишљење о томе које би одлуке аутономна возила требало да донесу у сценаријима који користе парадигму проблема са тролејбусом. Анализа података прикупљених путем Моралне машине показала је велике разлике у релативним преференцијама међу различитим земљама  . Други приступи користе виртуалну стварност за процјену људског понашања у експерименталним ситуацијама.    
Влада Немачке је 2016. године успоставила етичку комисију која се бавила импликацијама аутономне вожње.  Као резултат тога, комисија је дефинисала 20 правила за аутономну и повезану вожњу, која ће бити обавезна за предстојеће законе о производњи аутономних аутомобила. 

## Критика
2014. године у чланку објављеном у Социјалној и психологија личности компас,  критиковали су коришћење проблема тролејбуса, тврдећи, између осталог, да је сценарио који он представља сувише екстреман и неповезано са стварним моралним ситуацијама да буде корисно или образовно. 